# Nantharat
Nantharat, auch Nan Tharat geschrieben, (voller Thronname Somdet Brhat Chao Phya Nanda Raja Sri Sadhana Kanayudha; * im 17. Jahrhundert; † 1698 in Luang Phrabang) war als Usurpator von 1695 bis zu seiner Hinrichtung König des laotischen Königreiches von Lan Xang.

## Leben
Nantharat war der Sohn von Chao Pu, eines Cousins des Königs Sulinyavongsa. Vor seiner gewaltsamen Verdrängung des Königs Tian Thala (reg. 1690 bis 1695) war er Gouverneur von Nakhon/Lakhon bzw. Sīkhottabong (heute Nakhon Phanom). Während seiner Herrschaft bestanden die Thronstreitigkeiten in Lan Xang weiter fort, was schließlich dazu führte, dass auch Nan Tharat 1698 abgesetzt und hingerichtet wurde. An seiner Stelle herrschte Sai Ong Hue, der 1706 das Reich Lan Xang in drei Teile trennte und bis 1730 als Sai Setthathirat II. selbst das Königreich Vientiane führte.